# Jan Hamáček

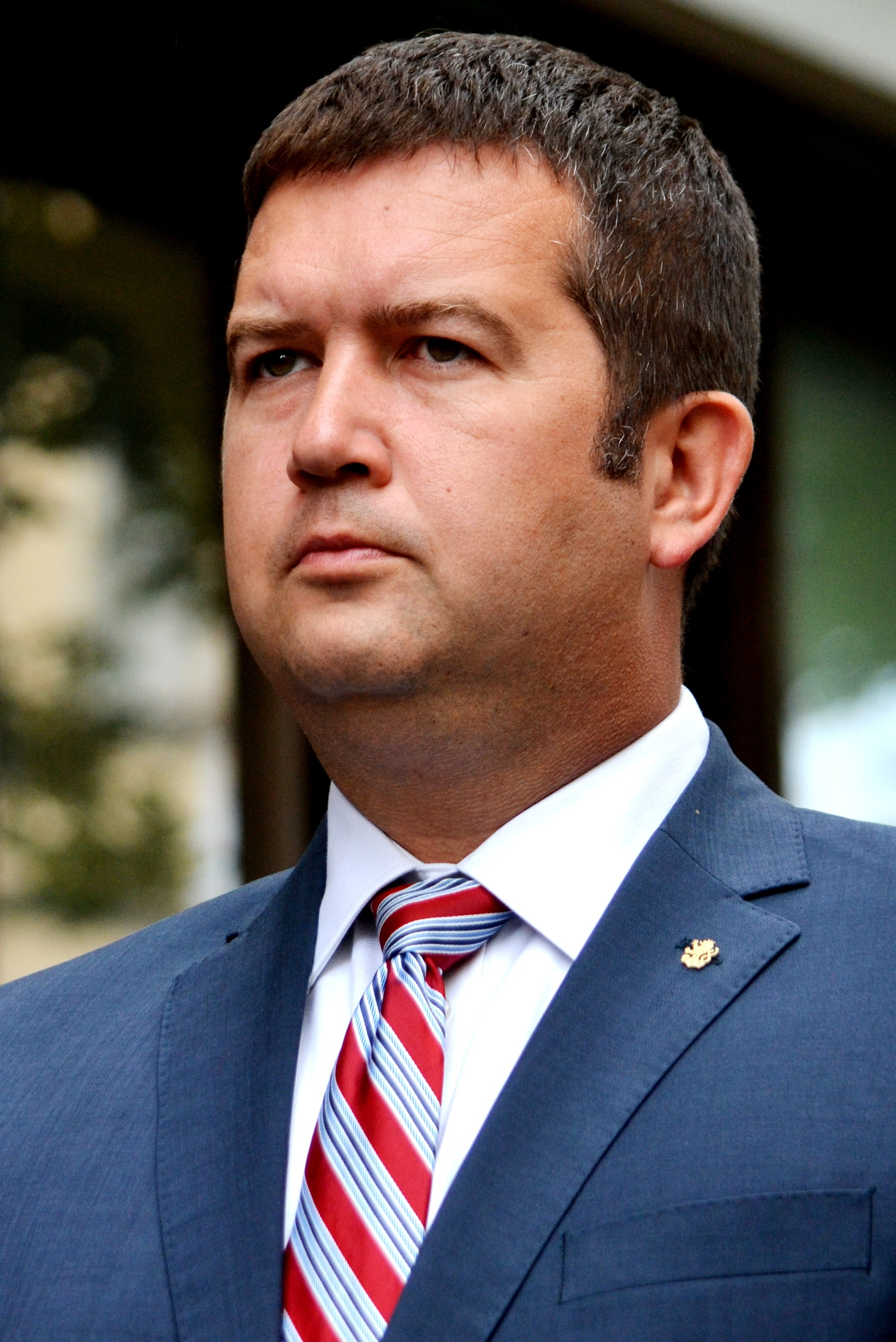
Jan Hamáček (2014)

Jan Hamáček (* 4. November 1978 in Mladá Boleslav) ist ein tschechischer Politiker. Er war von Februar 2018 bis Dezember 2021 Parteivorsitzender der sozialdemokratischen ČSSD sowie von Juni 2018 bis Dezember 2021 Innenminister und stellvertretender Ministerpräsident. Zuvor war Hamáček von 2013 bis 2017 Präsident des tschechischen Abgeordnetenhauses.

## Leben
Hamáček studierte von 1997 bis 2001 an der philosophischen Fakultät der Karls-Universität Prag, aber er hat sie nicht erfolgreich abgeschlossen. Zwischen 2001 und 2004 arbeitete er als Generalsekretär der sozialdemokratischen Fraktion (ČSSD) im Regionsparlament der Mittelböhmischen Region, 2004 bis 2006 leitete er die Abteilung für Außenpolitik in der Parteizentrale der ČSSD und beriet 2005 bis 2006 den tschechischen Ministerpräsidenten in außenpolitischen Fragen. 2002 bis 2006 war er Vorsitzender des Jugendverbandes der ČSSD. Seit 2006 gehört er dem Abgeordnetenhaus des Parlamentes an. Im Dezember 2012 wurde er zu einem der Vizepräsidenten des Abgeordnetenhauses gewählt. Nach den vorgezogenen Abgeordnetenhauswahlen 2013 wurde er mit 195 von 198 abgegebenen Stimmen als Nachfolger Miroslava Němcovás zum neuen Vorsitzenden des Abgeordnetenhauses gewählt. Dieses Amt hatte er bis 2017 inne.
Vom 18. Februar 2018 bis zum 10. Dezember 2021 war er Parteivorsitzender der tschechischen Sozialdemokraten. Nachdem sich die ČSSD und die ANO 2011 auf eine gemeinsame Regierung einigten, trat Hamáček am 27. Juni 2018 als erster stellvertretender Ministerpräsident und Innenminister unter Andrej Babiš in das Kabinett ein. Da Staatspräsident Miloš Zeman die Ernennung des von der ČSSD vorgeschlagenen Kandidaten Miroslav Poche für das Außenministerium ablehnte, übernahm Hamáček kommissarisch auch dieses Ministerium, bis im Oktober Tomáš Petříček als neuer Außenminister vereidigt wurde. 
Hamáček ist verheiratet und hat zwei Kinder.